# Pasiphyle mystica
Pasiphyle mystica là một loài bọ cánh cứng trong họ Cerambycidae.